# Тарковський Нух-Бек
Нух-Бек Тарковський (*15 травня 1878 —19 січня 1951) — військовий діяч Російської імперії кумицького походження, учасник Громадянської війни в Росії.

## Життєпис

### Молоді роки
Походив з роду Тарковських, династії шамхалів (володарів) у Дагестані зі столицею у м.Таркі. Був онуком Абу-Муслім-хана. Нух-Бек народився у с. Кумторкала Темір-Хан-Шуринську округу Дагестанської області. Рано втратив батька. У 1885 році внаслідок прохання поручика Джамалутдіна Тарковського, двоюрідного брата Нух-Бека, до військового губернатора Дагестанської області М.Чавчавадзе було оформлено опікунство штабс-капітана Омара Коркмасова над Нух-Беком Тарковським. Після цього останній перебирається до Темір-Хан-Шури (сучасне м.Буйнакськ), де навчався у реальному училищі.
У 1889 році поступає до Симбірського кадетського корпусу за казенний рахунок на повний пансіон. У 1897 році по закінченні його повного курсу по 1 розряду (з відзнакою), поступив, що передбачало Положення корпусу, без вступних іспитів до Миколаївського кавалерійського військового училища у м.Санкт-Петербург зі званням юнкера. 20 червня 1899 року за зразкову службу і відмінну успішність, переведений з числа юнкерів старшого (випускного) класу в унтер-офіцери. 8 серпня того ж року після закінчення Миколаївського кавалерійського військового училища по 1-му розряду Н.Тарковський, наказом про військові чини переведений в корнети старшинством в чині.

### Служба
Після училища спрямовано до Осетинського кінного дивізіону, який входив до складу Кавказької кавалерійської дивізії з Кавказького військового округу, що розташовувався у м.Владикавказ. Проте вже 10 серпня переведено до Першого Дагестанського Кінно-ірегулярного полку, що дислокувався у м. Темір-Хан-Шурі. У 1903 році стає поручиком. У 1904 році переводиться до Другого Дагестанського кінного полку, у складі якого брав участь у російсько-японській війні. У 1905 році отримує орден Св. Станіслава 3-го ступеня.
У 1906 році повертається до Дагестану, а 6 грудня отримує звання штаб-ротмістра. У 1908 році нагороджується орденом Св. Анни 3-го ступеня. У 1910 році підвищується у званні до ротмістра. У 1911 році нагороджується орденом Св. Станіслава 2-го ступеня.
У 1911 році повертається до Темір-Хан-Шури у складі 2-ї бригади Третьої Козачої дивізії 3-го Кавказького армійського корпусу Кавказького військового округу. У 1913 році нагороджується орденом Св. Анни 2-го ступеня.

### Перша Світова війна
У 1914 році, з початком Першої Світової війни формується 2-й Дагестанський кінно-ірегулярний полк у складі Кавказької туземної кінної дивізії (так званої Дикої дивізії), куди записується Н-Б.Тарковський. Спочатку разом із своїм полком перебував у складі 8, потім 9-ї армії на Південно-Західному фронті. Відзначився у боях за м.Самбор. 25 листопада 1914 року призначається командиром запасної сотні 2-го Дагестанського кінного полку.
12 травня 1915 року за свою звитягу у битвах отримує мечі і бант до наявного ордену Св. Станіслава 3-го ступеня. 6 червня того ж року затверджено у князівському званні. 12 червня отримує орден Св. Анни 4-го ступеня, 25 липня — орден Св. Володимира 4-го ступеня з мечами та бантом. 18 листопада отримує звання підполковника та золоту зброю за вдале командування дивізіон в боях біля села Доброполь. Незабаром призначено командиром 3-ї запасної сотні полку, для формування якого на нетривалий час повертається на Кавказ. По поверненню до війська приєднується до свого полку, який тепер діяв на Румунському фронті.

### Громадянська війна
Після Лютневої революції повертається на Кавказа. 22 березня 1917 року у Темір-Хан-Шурі відбулися Великі збори, де було обрано Тимчасовий виконавчий комітет на чолі із З.Темірхановим, членом якого стає Тарковський. У квітні обирається делегатом на скликаний Тимчасовим ЦК Союзу Горців — Перший Горський З'їзд і в складі дагестанської делегації бере участь у його роботі з 1 по 7 травня у м. Владикавказ. За результатом з'їзду Н-Б.Тарковський стає членом створеного Центрального комітету Союзу Горців Кавказу та водночас головою дагестанської секції Союзу, що розташовувалася у Темір-Хан-Шурі.
Із самого початку Тарковський вступив у конфлікт із комісаром Тимчасового уряду І.Гайдаровим внаслідок схожих повноважень. 20 серпня 1917 року як член ЦК, прибув на Другий з'їзд в аулі Анді. У зв'язку з визнанням ЦК Союзу з'їзду в Анді недійсним наприкінці вересня - на початку жовтня бере участь у роботі З'їзду Союзу у Владикавказі, що розглянув питання про поточний момент і визнав «Андійський з'їзд» не легітимним. Був ініціатором наради у Темір-Хан-Шурі, що проходила 21-22 жовтня, де ухвалили рішення щодо забезпечення військових Дагестанського полку, а також запровадження заходів з підтримання порядка у населених пунктах Дагестану.
З листопада Тарковський очолює Перший Дагестанський кінний полк та отримує звання полковника. З цього моменту він намагається витіснити з Дагестану соціалістів на чолі з Д.Коркмасовим, з яким вступив у протистояння. На деякий час навіть зумів зайняти Порт-Петровськ (сучасна Махачкала), аде зрештою відступив до Грузії. Втім уже в серпні війська Антанти на чолі з російським генералом Л.Бічераховим вдерлися до Дагестану й у вересні встановили над ним повний контроль. Тарковський повертається до Темір-Хан-Шури, де 25 вересня оголошує себе тимчасовим військовим диктатором Дагестану (за деякими документами зветься лише військовим губернатором). Було укладено договір з Бічераховим (контролював узбережжя) про розмежування повноважень.
У листопаді 1918 році передає свої повноваження Горському уряду, член якого Пшемахо Козєв з турецьким військами прибув до Дагестану. 20 грудня призначається військовим міністром Горського уряду. Після остаточної поразки Османської імперії у Першій Світовій війні її загони залишили Дагестан, куди прийшли війська генерала Денікіна. З лютого 1919 року Тарковський став виконувачем обов'язків голови Горського уряду та міністром закордонних справ. У цій якості 9 та 14 березня того ж року заявляв протести представникам Антанти, що розташовувалися у Баку, щодо вторгнення до Дагестану загонів Добровольчої армії Денікіна, але марно. Водночас Тарковський фактично нічого не зробив щодо протидіяння ворогові. Зрештою 25 березня залишив усі займані посади.
На деякий час відходить від політики, куди повертається після денікінського заколоту, внаслідок чого уряд Дагестану очолив російський ставленик М.Халілов. З цього моменту до березня 1920 році Тарковський бере участь у військових діях на боці Збройних Сил Півдня Росії.

### В еміграції
Після поразки Денікіна Тарковський емігрував до Персії, де мешкали родичі його дружини. Незважаючи на аудієнцію в шаха Ахмад-шаха з династії Каджарів не отримав якихось посад. Наприкінці 1920 року перебирається до Туреччини, але у зв'язку з революційними подіями в цій країні та налагодженню союзником відносин з Радянською Росією, Тарковський перебирається до Франції З початком Другої світової війни переїздить до Швейцарії. Помер у Лозанні (Швейцарія) 1951 року.